# Didymella caulicola
Didymella caulicola är en svampart som först beskrevs av Jean Baptiste Mougeot, och fick sitt nu gällande namn av Pier Andrea Saccardo 1882. Didymella caulicola ingår i släktet Didymella, ordningen Pleosporales, klassen Dothideomycetes, divisionen sporsäcksvampar och riket svampar.   Inga underarter finns listade i Catalogue of Life.